# Mascagnia violacea
Mascagnia violacea är en tvåhjärtbladig växtart som först beskrevs av José Jéronimo Triana och Planch., och fick sitt nu gällande namn av Franz Josef Niedenzu. Mascagnia violacea ingår i släktet Mascagnia och familjen Malpighiaceae. Inga underarter finns listade i Catalogue of Life.